# HYDRA
HYDRA is een fictieve terroristische organisatie uit de strips van Marvel Comics. De organisatie verscheen voor het eerst in Strange Tales #135. In de originele continuïteit werd de organisatie geleid door de zakenman Arnold Brown, die omkwam toen S.H.I.E.L.D. HYDRA blijkbaar wist te verslaan. HYDRA keerde echter snel weer terug, nu onder leiding van Baron Wolfgang von Strucker. HYDRA’s oorsprong werd later veranderd, en ging terug naar de Tweede Wereldoorlog. Na HYDRA’s eerste nederlaag, verschenen overal ter wereld nieuwe takken van de organisatie. Enkele van deze takken, zoals A.I.M. (Advanced Idea Mechanics), THEM en Secret Empire, gingen later voor zichzelf werken.

## Naam
Ondanks de spelling is de naam niet een afkorting, maar meer een referentie naar de mythologische Hydra. Het motto van de organisatie was dan ook gebaseerd op de legende van de Hydra, die volgens de verhalen twee nieuwe hoofden kreeg voor elk hoofd dat werd afgehakt. Vertaald naar de organisatie hield dat in dat HYDRA na elke nederlaag sterker zou terugkomen. HYDRA’s logo is een doodskop met zes tentakels.

## Geschiedenis
HYDRA's geschiedenis zoals die momenteel wordt getoond in de Marvel continuïteit gaat terug naar het einde van de Tweede Wereldoorlog, en is direct verbonden met de overlevenden van de regeringen van nazi-Duitsland en Japan. Deze overlevenden richtten de eerste versie van HYDRA op, die al snel werd overgenomen door Von Strucker. Hij stuurde de organisatie richting zijn eigen doel: wereldoverheersing. Dit bracht hem al snel in conflict met onder andere Professor X en de toekomstige Magneto.
Naarmate HYDRA meer en meer publiekelijk bekend werd, werd er meer tegen ze ondernomen. Zo was HYDRA’s bestaan een van de redenen dat S.H.I.E.L.D. werd opgericht. Na von Struckers’ “dood” brak de organisatie in verschillende takken, die elk een eigen doel nastreefden. Enkele van deze takken ontwikkelden hun eigen “superagenten”, die uiteindelijk de organisatie verlieten en soms zelfs superhelden werden. Een voorbeeld van zo’n voormalige HYDRA agent is Spider-Woman. Von Strucker keerde uiteindelijk terug en bracht de verschillende HYDRA takken weer samen.
Ondanks zijn reorganisatie van de groep bleven verschillende onafhankelijke takken van HYDRA doorgaan met hun eigen plannen. Dit leidde tot een soort burgeroorlog binnen de organisatie. Baron Helmut Zemo liet Strucker in schijndood plaatsen. Daarna maakten Struckers tweede vrouwe en Gorgon een kloon van hem met als plan deze te laten falen en publiekelijk te executeren. Dit was onderdeel van een bondgenootschap met de Hand om een leger van gehersenspoelde superhelden en superschurken te gebruiken voor een grote aanslag op S.H.I.E.L.D. De aanslag werd voorkomen toen Wolverine Gorgon doodde.
Recentelijk plande HYDRA een aanval op de Verenigde Staten door raketten naar New York te smokkelen voor een bio-wapen aanslag op de Ogallala Aquifer. Om de lokale superhelden af te leiden maakten ze een team dat dezelfde krachten bezat als enkele Avengers (Iron Man, Captain America en voormalige Avengers Thor en Hawkeye). Dit plan werd verijdeld door Spider-Man en de New Avengers.
Toen Spider-Woman (Jessica Drew) werd gevangen door S.H.I.E.L.D. gedurende de Civil War, bestormde HYDRA de S.H.I.E.L.D. Helicarrier en bevrijdde haar. Spider-Woman, een S.H.I.E.L.D. agent en lid van de Avengers, werkte ook voor HYDRA onder bevel van Nick Fury, voormalig directeur van S.H.I.E.L.D. aan wie ze nog steeds trouw was. Spider-Woman verraadde HYDRA en vernietigde hun basis.

## HYDRA in andere media

### Marvel Cinematic Universe
Sinds 2011 verschijnt HYDRA in het Marvel Cinematic Universe. Hun eerste optreden is in Captain America: The First Avenger. In deze film wordt HYDRA tijdens de Tweede Wereldoorlog opgericht door de Red Skull. Tegen het eind van de film lijkt het doek te vallen voor de organisatie, maar in Captain America: The Winter Soldier blijkt dat HYDRA nog altijd actief is, en bovendien S.H.I.E.L.D. heeft geïnfiltreerd. Tegen het eind van de film is HYDRA nog altijd actief, nu onder leiding van Baron von Strucker. Ook in het tweede seizoen van de tv-serie Agents of S.H.I.E.L.D. is HYDRA een vaste antagonist. In Avengers: Age of Ultron wordt de organisatie weer een zware slag toegebracht wanneer de Avengers hun laatste hoofdkwartier vernietigen, en Baron von Strucker later vermoord wordt door Ultron. In seizoen 3 van Agents of S.H.I.E.L.D. is HYDRA als gevolg hiervan sterk versplinterd, totdat voormalig S.H.I.E.L.D.-agent Grant Ward begint de organisatie weer op te bouwen. Tevens komt in dit seizoen aan het licht dat HYDRA al veel ouder is dan tot dusver werd aangenomen. De organisatie bestaat reeds vele millennia onder verschillende namen. HYDRA is de meest recente incarnatie. HYDRA verschijnt in de films en televisieseries:
- Captain America: The First Avenger (2011)
- Captain America: The Winter Soldier (2014)
- Agents of S.H.I.E.L.D. (2013-2020)
- Avengers: Age of Ultron (2015)
- Ant-Man (2015)
- Agent Carter (2015-2016)
- Captain America: Civil War (2016)
- Avengers: Endgame (2019)
- WandaVision (2021) (Disney+)
- The Falcon and the Winter Soldier (2021) (Disney+)

### Televisieseries
- HYDRA verscheen in het tweede stripboek van de stripserie The Avengers: United They Stand, een stripboekserie gebaseerd op de gelijknamige animatieserie.

- De organisatie verscheen in de animatieserie X-Men: Evolution. Hierin zaten ze achter de creatie van X-23, een kloon van Wolverines DNA. Omega Red en Gauntlet waren onder andere huursoldaten in dienst van deze versie van HYDRA.

- In de televisieserie Avengers: Earth Mightiest Hero's is HYDRA een organisatie die de wereld probeert te veroveren, maar hierin wordt tegengehouden door de Avengers.

### Films
- HYDRA verscheen in de televisiefilm Nick Fury: Agent of S.H.I.E.L.D.. De HYDRA agenten droegen hierin zwarte Men in Black-achtige pakken in plaats van de groene uniformen uit de strips.

- Enkele HYDRA agenten zijn te zien aan het begin van de animatiefilm Ultimate Avengers 2, vechtend tegen Captain America.

### Videospellen
- HYDRA had een rol in het computerspel X-Men: The Official Movie Game. In dit spel is HYDRA deels verantwoordelijk voor de creatie van de Master Mold en de Sentinel-robots, samen met William Stryker. Onder bevel van hun leider, Silver Samurai, infiltreert HYDRA in Strykers basis om alle bewijzen en Sentinel apparatuur te vernietigen. Deze versie van HYDRA lijkt de plaats in te nemen van de ninja organisatie de Hand.